# Staten Island Vipers
El Staten Island Vipers fue un equipo de fútbol de los Estados Unidos que jugó en la A-League, la desaparecida segunda división de fútbol del país.

## Historia
Fue fundado en el año 1998 en la ciudad de Staten Island, Nueva York luego de que Joe Manfredi y Rod Gorevic adquirieran la franquicia del New York Fever y la trasladaran a Staten Island.
En su primera temporada en la liga el club terminó en tercer lugar de su división y fue eliminado en los cuartos de final de conferencia, y en 1999 vuelve a clasificar a playoff como segundo lugar de división donde es eliminado en las semifinales de conferencia. El club jugó también por primera vez en la US Open Cup en ese año donde alcanzó los cuartos de final.
El club desaparece al finalizar la temporada 1999.

## Temporadas
| Año  | División | Liga           | Temporada Regular | Playoffs                   | US Open Cup      |
| ---- | -------- | -------------- | ----------------- | -------------------------- | ---------------- |
| 1998 | 2        | USISL A-League | 3º, Northeast     | 1/4 de Conferencia         | No clasificó     |
| 1999 | 2        | USL A-League   | 2º, Northeast     | Semifinales de Conferencia | Cuartos de final |

## Jugadores

### Jugadores destacados
| - Omid Namazi - Daniel De Oliveira - Ernest Inneh - Cristian da Silva - Julio Cengarle | - Patrick Olalere - Flávio Ferri - Marvin Oliver - Matt Knowles - John Ball |